# Кузьмін Дмитро Вікторович
Дмитро́ Ві́кторович Кузьмі́н (4 жовтня 1987 — 29 серпня 2014) — солдат Збройних сил України, учасник російсько-української війни.

## Короткий життєпис
Народився 1987 року в смт Рогань (Харківський район, Харківська область). 1993 року померла мама, виховували батько й бабця. Проживав у смт Рогань, Харківський район.
В часі війни — старший стрілець, 17-та окрема танкова бригада.
Загинув під Іловайськом під час прориву з оточення — на дорозі північніше села Новокатеринівка. Був знайдений пошуковою групою Місії «Евакуація-200» («Чорний тюльпан») у вересні 2014 року в згорілій БМП-2, привезений до Запоріжжя.
Ідентифікований за експертизою ДНК, похований 8 квітня 2015 у смт Рогань.
Без Дмитра лишився батько.

## Нагороди та вшанування
За особисту мужність і героїзм, виявлені у захисті державного суверенітету та територіальної цілісності України, вірність військовій присязі під час російсько-української війни, відзначений — нагороджений
- 18 травня 2016 року — орденом «За мужність» III ступеня (посмертно)[1]
- Його портрет розміщений на меморіалі «Стіна пам'яті полеглих за Україну» у Києві: секція 3, ряд 6, місце 21
- Вшановується 29 серпня на щоденному ранковому церемоніалі вшанування українських захисників, які загинули цього дня у різні роки внаслідок російської збройної агресії[2]